# Красный дракон (фильм)
«Красный дракон» (англ. Red Dragon) — художественный фильм в жанре триллера, поставленный режиссёром Бреттом Ратнером по одноимённому роману Томаса Харриса 1981 года. Это вторая экранизация данного романа после фильма «Охотник на людей».
Фильм вышел в прокат в США в 2002 году. По хронологии событий это второй фильм в серии о Ганнибале Лектере: «Ганнибал: Восхождение» (2007) — «Красный дракон» (2002) — «Молчание ягнят» (1991) — «Ганнибал» (2001).

## Сюжет
1980 год. На концерте Балтиморской филармонии флейтист постоянно фальшивит, что вызывает раздражение одного из зрителей — доктора Ганнибала Лектера. Он устраивает ужин для членов совета попечителей. Гости сожалеют об исчезновении флейтиста и спрашивают, из чего приготовлен паштет, доктор шутит, что они не станут есть, если узнают. После ужина к нему приходит агент ФБР Уилл Грэм, ведущий расследование серии убийств: Лектер, являясь выдающимся психиатром, консультирует агента в этом расследовании. Агент спешит поделиться с доктором догадкой, что серийный убийца является каннибалом, вырезающим части тела у убитых людей с целью их дальнейшего приготовления. Грэм удивляется, почему доктор не догадался об этом, на что Лектер предлагает продолжить работу на следующий день и уходит за курткой агента. Разглядывая вещи в кабинете, Грэм натыкается на французскую книгу о кулинарии с пометками доктора и догадывается о страшной личине хозяина, но в этот момент Лектер пронзает его ножом. Тяжелораненому агенту удаётся серьезно ранить доктора в ответ, после чего оба теряют сознание от полученных ран.
Лектер отправляется в заключение. Грэм с трудом восстанавливается после ранения и покидает бюро. Он живёт с женой и сыном на побережье Флориды, занимаясь ремонтом лодок. Через несколько лет к Грэму приезжает его бывший начальник Джек Кроуфорд. Он просит Грэма помочь в расследовании преступлений нового серийного убийцы-маньяка, жертвами которого стали две семьи. Перед убийством матерей семейств, убийца насиловал их. После некоторых колебаний Грэм соглашается помочь. Пресса даёт неизвестному преступнику прозвище «Зубная фея».
Грэм ознакамливается с материалами дела и осматривает дом одной из семей, и находит новые зацепки. Однако Грэм не имеет понятия, в каком направлении развивать расследование, на что Кроуфорд предлагает Грэму обратиться за помощью к Ганнибалу Лектеру. Агент едет в специальную психиатрическую больницу, где находится маньяк. Ганнибал соглашается помочь, но затевает с агентом психологическую игру. По совету Лектера Грэм возвращается в дом жертв, где находит кассету с любительским видео, сделанную на студии, а также обнаруживает метку преступника, оставленную им возле дома второй семьи — иероглиф «Красный дракон» из игры маджонг (иероглиф в виде вертикально перечеркнутого прямоугольника на самом деле означает «середина», «центр»).
Параллельно действие фильма рассказывает о жизни серийного убийцы — Френсиса Долархайда. Френсис — замкнутый и одинокий потомок когда-то очень богатой и влиятельной семьи, живёт один в фамильном особняке, обветшалом, но всё ещё величественном. В детстве он подвергался психологическому и физическому насилию от своей бабушки. Давление и физический недостаток (Френсис родился с заячьей губой) способствовали развитию патологии. Френсис работает в кинокомпании, которая оказывает услуги по монтажу любительских видео. Именно на работе Френсис получает доступ к семейным видеозаписям своих будущих жертв: по видео он выбирает семью, а также узнает устройство их дома, что позволяет совершать преступления. На работе он знакомится со слепой сотрудницей — Рибой МакКлейн.

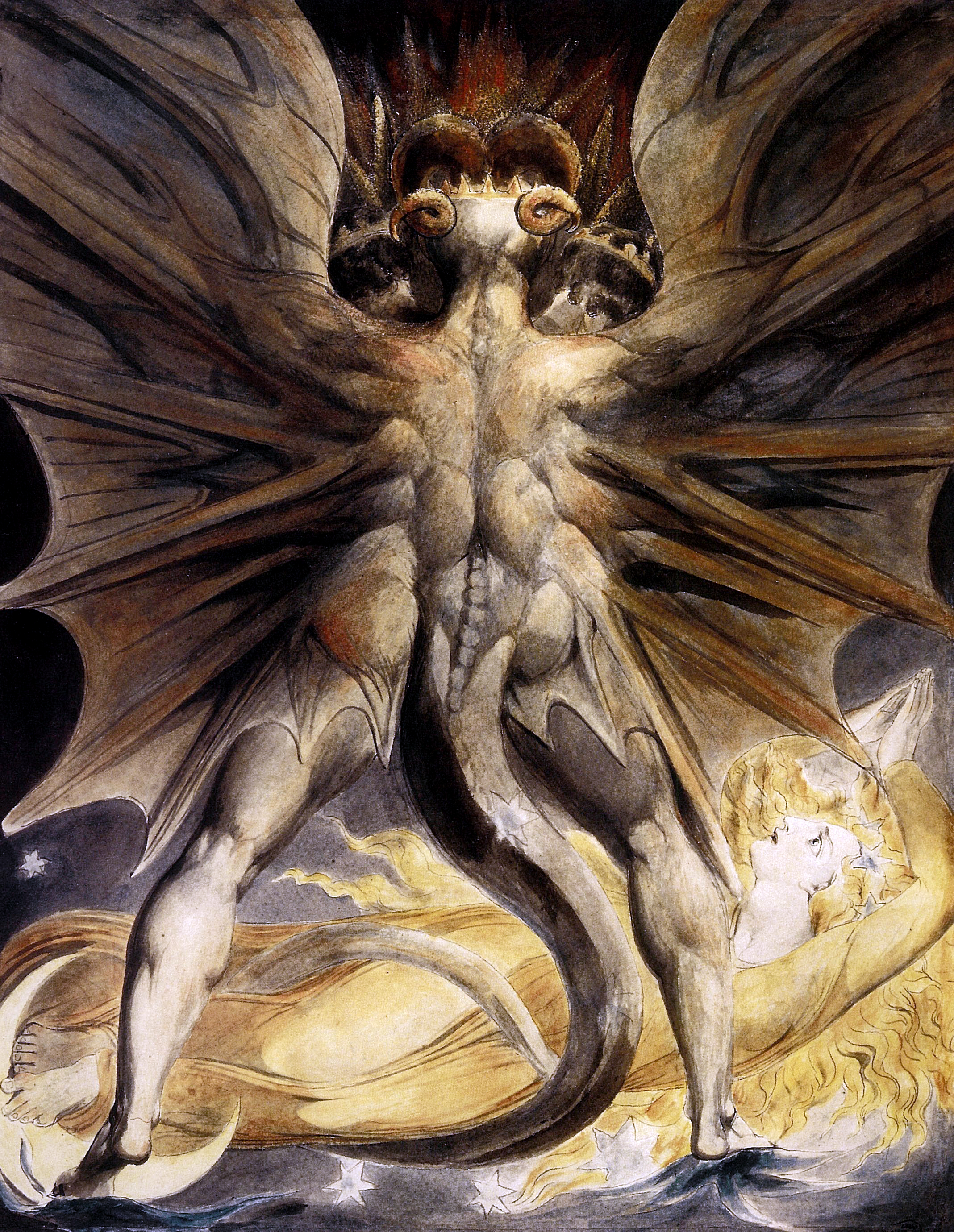
Великий Красный Дракон и жена, облечённая в солнце. Рисунок Уильяма Блейка

Долархайд пишет письмо Лектеру, которое ФБР пытается анализировать. Тем временем у Лектера с Долархайдом завязывается секретная переписка, в ходе которой Лектер сообщает «Зубной фее» адрес Грэма. ФБР приходится прятать семью Грэма. В качестве ответного удара ФБР привлекает репортёра «Tattler» Лаундса, чтобы тот опубликовал в газете факты, которые должны вызвать гнев у маньяка. Однако Долархайд похищает Лаундса и показывает ему свою татуировку на спине — рисунок Уильяма Блейка «Великий Красный Дракон и жена, облачённая в Солнце». Долархайд заставляет Лаундса записать на диктофон обращение, после чего убивает репортера. На плёнке Лаундс рассказывает, что ему посчастливилось увидеть преображение Великого Дракона.
Грэм едет к Лектеру, пытается торговаться с ним, однако без особого успеха. Тем временем у Долархайда и Рибы завязывается что-то вроде отношений. После романтического вечера, во время которого Долархайд, пользуясь слепотой Рибы, просматривает видео своих будущих жертв, он испытывает возбуждение. Во время просмотра девушка соблазняет его, не осознавая истинную причину возбуждения Долархайда.
На следующий день Долархайд едет в Бруклинский музей, где находится подлинный рисунок Блейка. Долархайд съедает рисунок и сбегает.
Тем временем Грэм замечает в домах обоих погибших семей видеокассеты с любительскими семейными записями и, проанализировав плёнку, понимает, что маньяк работает на студии, где монтировалась запись. И Долархайд понимает, что ФБР напало на его след. Маньяк убивает знакомого Рибы и похищает девушку, однако проникнувшись к ней чувствами, не решается убить её. Френсис поджигает свой дом и имитирует самоубийство выстрелом из дробовика в голову. Девушке удается выбраться из дома. На пепелище полиция обнаруживает останки человека с раздробленным черепом. Так как Риба была свидетельницей «самоубийства», то первоначально останки принимают за Долархайда. Помимо этого, полиция находит в сейфе дневник маньяка — «На пути к Великому Дракону». Ознакомившись с содержанием дневника, Грэм узнаёт о психологической травме Долархайда, полученной им вследствие жестокого обращения с ним в детстве.
Кроуфорду поступает информация, что останки в доме — это не Долархайд. В это время маньяк находит семью Грэма и берёт в заложники его сына. Уилл, используя травму детства Долархайда, морально его подавляет, после чего между ними завязывается драка, переходящая в перестрелку. Оба оказываются тяжело ранены. Жена Уилла добивает маньяка.
Грэм выживает и после выздоровления возвращается к семейной жизни. Лектер пишет Грэму письмо в своеобразной, почти дружеской манере. В письме доктор сетует на уклад общества и своё текущее положение, сообщая, что было бы рациональнее или казнить его, или использовать его способности с пользой. В последней сцене доктор Чилтон — главврач психиатрической больницы в Балтиморе — сообщает Лектеру, что к нему пришла посетительница из ФБР.

## В ролях
| Актёр                | Роль                           |
| -------------------- | ------------------------------ |
| Энтони Хопкинс       | Ганнибал Лектер                |
| Эдвард Нортон        | Уилл Грэм                      |
| Рэйф Файнс           | Френсис Долархайд / Зубная Фея |
| Харви Кейтель        | Джек Кроуфорд                  |
| Эмили Уотсон         | Риба Макклейн                  |
| Филип Сеймур Хоффман | Фредди Лаундс                  |
| Мэри-Луиз Паркер     | Молли Грэм                     |
| Энтони Хилд          | Фредерик Чилтон                |
| Фрэнки Фэйсон        | Берни Мэтьюс                   |
| Фрэнк Уэйли          | Ральф Менди                    |
| Кен Люн              | Ллойд Боуман                   |
| Билл Дьюк            | начальник полиции              |
| Лало Шифрин          | дирижёр оркестра               |
| Эллен Бёрстин        | бабушка Долархайда (голос)     |

## Награды и номинации
- 2002 — номинация на премию Каталонского кинофестиваля в Ситжесе за лучший фильм (Бретт Ратнер)
- 2003 — три номинации на премию «Сатурн»: лучший фильм в жанре экшн/приключения/триллер, лучший актёр второго плана (Рэйф Файнс), лучшая актриса второго плана (Эмили Уотсон)

## Критика
На сайте-агрегаторе Rotten Tomatoes фильм имеет рейтинг 69 % на основе 191 рецензии со средним баллом 6,4 из 10. Критический консенсус вебсайта гласит: «Грамотно сделано, но выглядит слишком знакомым». На сайте Metacritic на основе 36 рецензий фильм получил оценку 60 из 100, что соответствует статусу «смешанные или средние отзывы».